# Phrurolithus nipponicus
Phrurolithus nipponicus là một loài nhện trong họ Phrurolithidae.
Loài này thuộc chi Phrurolithus. Phrurolithus nipponicus được Kyukichi Kishida miêu tả năm 1914.